# Ronald Kinloch Anderson
Ronald Kinloch Anderson (* 16. Oktober 1911 in Edinburgh; † 22. Januar 1984 in London) war ein schottischer Pianist, Musikpädagoge und
Plattenproduzent.

## Leben
Anderson studierte in seiner Heimatstadt bei Donald Francis Tovey. Mit einem Caird-Stipendium setzte er seine Ausbildung am Royal Conservatory of Music bei Malcolm Sargent (Dirigieren) und Herbert Howells (Komposition) fort. Außerdem nahm er privaten Unterricht bei Harold Craxton.
1933 trat er in die Dirigentenklasse von Clemens Krauss in Salzburg ein, dann studierte er in Berlin Klavier bei Edwin Fischer und
Cembalo bei Wanda Landowska. 1938 trat er als Solist mit dem Scottish Orchestra unter George Szell auf, im Folgejahr wurde er
Mitglied der Dartington Hall Chamber Music Group (mit Robert Masters, Violine, Nannie Jamieson, Bratsche und Muriel Taylor,
Cello).
Von 1946 bis 1963 unterrichtete Anderson am Trinity College of Music. Er wurde daneben freier Mitarbeiter bei EMI und Mitglied des Bath Festival Orchestra, mit dem er 1958 ein Konzert in der Royal Festival Hall gab. Von 1957 bis 1963 war er Cembalist des Menuhin Festival Orchestra. 1963 erhielt er eine feste Anstellung als Plattenproduzent bei EMI, wo er zahlreiche Platten u. a. in Zusammenarbeit mit John Barbirolli, Adrian Boult und Yehudi Menuhin veröffentlichte.